# Ноллс, Вилли
Уильям Дин «Вилли» Ноллс (англ. William Dean "Willie" Naulls; 7 октября 1934, Даллас — 22 ноября 2018 или 25 ноября 2018, Лагуна-Нигел, Калифорния) — профессиональный американский баскетболист, выступавший в Национальной баскетбольной ассоциации с 1956 по 1966 год. Трёхкратный чемпион НБА в составе «Бостон Селтикс», первый афроамериканский капитан профессиональной команды («Нью-Йорк Никс») из основных спортивных лиг США и Канады.

## Биография
Вилли Ноллс успешно играл в баскетбол ещё с ранних лет в команде школы в Сан-Педро. В последнем классе, перед поступлением в колледж он получил награду лучшему школьному игроку штата «Мистер Баскетбол Калифорния». После этого Ноллс поступил в близкий университет Калифорнии в Лос-Анджелесе, баскетбольную команду которого тренировал знаменитый в будущем Джон Вуден. За время выступлений в «УКЛА Брюинз» Вилли отлично себя проявил на разных позициях, а сама команда дважды за три года Ноллса всоставе становилась первой в своём регионе. После включения игрока во вторую всеамериканскую сборную NCAA в выпускном году Вилли Ноллс был выбран под девятым номером на драфте 1956 года командой «Сент-Луис Хокс».
В дебютный сезон в НБА Ноллс за «Хокс» отыграл только 19 игр и был обменян в «Нью-Йорк Никс» на 31-летнего Слейтера Мартина. Именно в Нью-Йорке Вилли был одним из лучших игроков лиги и капитаном команды. В первом сезоне Ноллс с общими 10,1 очка и 8,7 подбора был подменой для лидера команды Гарри Галлатина. Но уже со следующего, когда последний перешёл в «Детройт Пистонс», Ноллс стал одной из главных звёзд команды: средние 18,1 очка и 11,8 подбора за игру и вызов сразу в старт Востока на первый Матч всех звёзд НБА. Однако после единственного при Ноллсе выхода в плей-офф 1958/59 «Нью-Йорк» проводил провальные сезоны и при играющем тренере Карле Брауне, и при Эдди Доноване. Три сезона подряд клуб заканчивал на последнем месте в дивизионе, и хорошая игра Вилли Ноллса (25 очков и 11,6 подбора в среднем за матч последнего полного сезона в команде, а также вызовы на Матчи всех звёзд) и Ричи Герина не спасала в целом удручающую обстановку в клубе. Так, именно против «Никс» Уилт Чемберлен набрал рекордные для НБА 100 в одном матче (при 31 очке Вилли).
В середине сезона 1962/63 Вилли Ноллс вместе с Кенни Сирсом был обменян в «Сан-Франциско Уорриорз» на будущего члена Зала славы Тома Голу. Сыграв неполный сезон в «Уорриорз», тяжёлый форвард не стал переподписывать контракт и перешёл в состав чемпиона «Бостон Селтикс». Тогдашний главный тренер «Бостона» Ред Ауэрбах из-за травмы Тома Хейнсона в игре 1964 года поставил Ноллса в стартовую пятёрку, которая впервые в истории состояла только из афроамериканцев. За три года Ноллс стал элементом доминирующей команды 60-х и завоевал с ними три чемпионских перстня, после чего завершил профессиональную карьеру.

## Статистика

### Статистика в НБА
| Сезон                                                                                    | Команда        | Регулярный сезон | Регулярный сезон | Регулярный сезон | Регулярный сезон | Регулярный сезон | Регулярный сезон | Регулярный сезон | Регулярный сезон | Регулярный сезон | Регулярный сезон | Регулярный сезон | Серия плей-офф | Серия плей-офф | Серия плей-офф | Серия плей-офф | Серия плей-офф | Серия плей-офф | Серия плей-офф | Серия плей-офф | Серия плей-офф | Серия плей-офф | Серия плей-офф |
| Сезон                                                                                    | Команда        | GP               | GS               | MPG              | FG%              | 3P%              | FT%              | RPG              | APG              | SPG              | BPG              | PPG              | GP             | GS             | MPG            | FG%            | 3P%            | FT%            | RPG            | APG            | SPG            | BPG            | PPG            |
| ---------------------------------------------------------------------------------------- | -------------- | ---------------- | ---------------- | ---------------- | ---------------- | ---------------- | ---------------- | ---------------- | ---------------- | ---------------- | ---------------- | ---------------- | -------------- | -------------- | -------------- | -------------- | -------------- | -------------- | -------------- | -------------- | -------------- | -------------- | -------------- |
| 1956/57                                                                                  | Сент-Луис Хокс | 19               |                  | 23,1             | 36,5             |                  | 68,3             | 8,8              | 1,2              |                  |                  | 10,3             | Не участвовал  | Не участвовал  | Не участвовал  | Не участвовал  | Не участвовал  | Не участвовал  | Не участвовал  | Не участвовал  | Не участвовал  | Не участвовал  | Не участвовал  |
| 1956/57                                                                                  | Нью-Йорк       | 52               |                  | 25,8             | 35,5             |                  | 67,4             | 8,7              | 1,2              |                  |                  | 10,1             | Не участвовал  | Не участвовал  | Не участвовал  | Не участвовал  | Не участвовал  | Не участвовал  | Не участвовал  | Не участвовал  | Не участвовал  | Не участвовал  | Не участвовал  |
| 1957/58                                                                                  | Нью-Йорк       | 68               |                  | 34,8             | 39,7             |                  | 82,6             | 11,8             | 1,4              |                  |                  | 18,1             | Не участвовал  | Не участвовал  | Не участвовал  | Не участвовал  | Не участвовал  | Не участвовал  | Не участвовал  | Не участвовал  | Не участвовал  | Не участвовал  | Не участвовал  |
| 1958/59                                                                                  | Нью-Йорк       | 68               |                  | 30,3             | 37,8             |                  | 83,0             | 10,6             | 1,5              |                  |                  | 15,7             | 2              |                | 31,5           | 33,3           |                | 75,0           | 10,5           | 1,5            |                |                | 17,0           |
| 1959/60                                                                                  | Нью-Йорк       | 65               |                  | 34,6             | 42,8             |                  | 83,6             | 14,2             | 2,1              |                  |                  | 21,4             | Не участвовал  | Не участвовал  | Не участвовал  | Не участвовал  | Не участвовал  | Не участвовал  | Не участвовал  | Не участвовал  | Не участвовал  | Не участвовал  | Не участвовал  |
| 1960/61                                                                                  | Нью-Йорк       | 79               |                  | 37,7             | 42,8             |                  | 81,6             | 13,4             | 2,4              |                  |                  | 23,4             | Не участвовал  | Не участвовал  | Не участвовал  | Не участвовал  | Не участвовал  | Не участвовал  | Не участвовал  | Не участвовал  | Не участвовал  | Не участвовал  | Не участвовал  |
| 1961/62                                                                                  | Нью-Йорк       | 75               |                  | 39,7             | 41,5             |                  | 84,2             | 11,6             | 2,6              |                  |                  | 25,0             | Не участвовал  | Не участвовал  | Не участвовал  | Не участвовал  | Не участвовал  | Не участвовал  | Не участвовал  | Не участвовал  | Не участвовал  | Не участвовал  | Не участвовал  |
| 1962/63                                                                                  | Нью-Йорк       | 23               |                  | 29,4             | 41,3             |                  | 81,3             | 8,7              | 1,9              |                  |                  | 16,9             | Не участвовал  | Не участвовал  | Не участвовал  | Не участвовал  | Не участвовал  | Не участвовал  | Не участвовал  | Не участвовал  | Не участвовал  | Не участвовал  | Не участвовал  |
| 1962/63                                                                                  | Сан-Франциско  | 47               |                  | 26,1             | 42,0             |                  | 79,3             | 6,7              | 1,2              |                  |                  | 11,0             | Не участвовал  | Не участвовал  | Не участвовал  | Не участвовал  | Не участвовал  | Не участвовал  | Не участвовал  | Не участвовал  | Не участвовал  | Не участвовал  | Не участвовал  |
| 1963/64                                                                                  | Бостон         | 78               |                  | 18,1             | 41,7             |                  | 79,6             | 4,6              | 0,8              |                  |                  | 9,8              | 10             |                | 16,7           | 38,9           |                | 73,9           | 4,6            | 0,8            |                |                | 9,1            |
| 1964/65                                                                                  | Бостон         | 71               |                  | 20,6             | 38,4             |                  | 81,3             | 4,7              | 1,0              |                  |                  | 10,5             | 12             |                | 15,0           | 41,1           |                | 66,7           | 4,3            | 0,8            |                |                | 7,3            |
| 1965/66                                                                                  | Бостон         | 71               |                  | 20,2             | 40,2             |                  | 79,4             | 4,5              | 1,0              |                  |                  | 10,7             | 11             |                | 6,8            | 25,7           |                | 81,0           | 1,5            | 0,1            |                |                | 3,2            |
|                                                                                          | Всего          | 716              |                  | 28,8             | 40,6             |                  | 81,2             | 9,1              | 1,6              |                  |                  | 15,8             | 35             |                | 13,9           | 37,1           |                | 74,6           | 3,8            | 0,6            |                |                | 7,1            |
| Наведите курсор мыши на аббревиатуры в заголовке таблицы, чтобы прочесть их расшифровку. |                |                  |                  |                  |                  |                  |                  |                  |                  |                  |                  |                  |                |                |                |                |                |                |                |                |                |                |                |

### Статистика в NCAA
| Сезон | Команда | Conf  | Class | GP | GS | MPG | FG%  | 3P% | FT%  | RPG  | APG | SPG | BPG | PPG  |
| --- | ------- | ----- | ----- | -- | -- | --- | ---- | --- | ---- | ---- | --- | --- | --- | ---- |
| 1953/54 | УКЛА    | PCC   | SO    | 25 |    |     | 36,9 |     | 66,7 | 7,9  |     |     |     | 8,5  |
| 1954/55 | УКЛА    | PCC   | JR    | 26 |    |     | 37,7 |     | 77,3 | 11,3 |     |     |     | 13,5 |
| 1955/56 | УКЛА    | PCC   | SR    | 28 |    |     | 40,9 |     | 76,4 | 14,6 |     |     |     | 23,6 |
| Всего | Всего   | Всего | Всего | 79 |    |     | 39,1 |     | 75,3 | 11,4 |     |     |     | 15,5 |
| Наведите курсор мыши на аббревиатуры в заголовке таблицы, чтобы прочесть их расшифровку Статистика приведена с сайта sports-reference.com |         |       |       |    |    |     |      |     |      |      |     |     |     |      |